# 李林楷
李林楷（1962年—），广东揭阳人。汉族。毕业于汕头大学产业经济学专业。加入中国民主同盟。
担任广东中科信泰新能源公司总工程师。
2008年，当选第十一届全国人民代表大会广东地区代表。2013年，当选第十二届全国人民代表大会广东地区代表。2015年12月，全国大常委会接受其辞去全国人大代表的职位。